# Rue Sébastien Laruelle
La rue Sébastien Laruelle est une rue piétonne commerçante du centre de Liège. Elle va de la rue de la Casquette à la place Xavier Neujean. Située aux abords du Carré, on y retrouve notamment des restaurants et des petits commerces.

## Historique
La rue date de 1834 et est établie là ou se trouvaient l'église Saint-Adalbert, démolie en 1809, et le cimetière éponyme.

## Odonymie
La rue Sébastien Laruelle doit son nom au bourgmestre de Liège Sébastien La Ruelle assassiné en 1637 lors d'un guet-apens appelé le banquet de Warfusée. Le lieu de l'assassinat si situe près de l'actuelle rue.

## Piétonnier
De 2013 à novembre 2014, la rue Sébastien Laruelle, ainsi que la rue de la Casquette, subit une profonde rénovation en vue de l’extension du piétonnier liégeois. Les trottoirs et la route sont remplacés par une rue pavée de plain-pied tout comme les rues piétonnes adjacentes. Au retour du tram, la zone piétonne, comprenant déjà la totalité du quartier du Carré devrait s'étendre jusqu'à la place Xavier Neujean,.

## Rues adjacentes
- Rue Saint-Adalbert
- Rue de la Casquette
- Place Xavier Neujean